# Anomala sulcatula
Anomala sulcatula är en skalbaggsart som beskrevs av Hermann Burmeister 1844. Anomala sulcatula ingår i släktet Anomala och familjen Rutelidae. Inga underarter finns listade i Catalogue of Life.